# 安藤隆春
安藤 隆春（あんどう たかはる、1949年8月31日 - ）は、日本の警察官僚。元警察庁長官。

## 概要
愛知県一宮市生まれ。愛知県立一宮高等学校卒業、東京大学法学部卒。1972年、警察庁入庁。同期に元内閣危機管理監の伊藤哲朗らがいる。
2010年（平成22年）5月31日、警察庁長官在任中に「弘道会の弱体化なくして山口組の弱体化はなく、山口組の弱体化なくして暴力団の弱体化はない」と全国警察の本部長を集めた会議で発言し、山口組の中核組織である弘道会への取締強化の重要性を強調した。なお長官任期中の2011年10月には暴力団の資金源根絶を目的とした暴力団排除条例が全国で施行となった。当初は2011年の3月に退任予定だったが、東日本大震災が起きたために任期延長し、暴力団排除条例の成立をもって勇退したとの報道がある。
ラジオパーソナリティのつボイノリオは高校時代の同級生である。

## 経歴
- 1972年 - 警察庁入庁。フランス国立行政学院（エナ）留学[3]
- 1984年 - 外務省在フランス日本国大使館一等書記官
- 1987年 - 警視庁総務部広報課長
- 1989年 - 警視庁公安部公安総務課長
- 1989年 - 警察庁長官官房人事課企画官
- 1990年 - 警視庁警務部参事官兼人事第一課長
- 1992年 - 防衛庁防衛局調査第1課長
- 1994年 - 群馬県警察本部長
- 1996年 - 内閣総理大臣秘書官（橋本龍太郎首相）
- 1998年 - 警察庁長官官房審議官（交通局担当）
- 1999年 - 警視庁公安部長
- 2001年 - 警察庁長官官房総括審議官
- 2004年 - 警察庁長官官房長
- 2007年 - 警察庁次長
- 2009年 - 第22代警察庁長官
- 2011年10月17日 - 依願退官。後任は片桐裕警察庁次長[4]
- 2012年2月1日 - 三井住友海上火災保険株式会社顧問
- 2012年3月1日 - 株式会社ニトリホールディングス特別顧問
- 2013年5月 - 株式会社ニトリホールディングス取締役[5]
- 2014年3月 - 一般社団法人日本ゴルフツアー機構理事[6]
- 2014年6月 - 株式会社東横イン取締役[7]
- 2016年6月 - 株式会社アミューズ取締役[8]
- 2017年6月 - 株式会社ゼンショーホールディングス取締役[8]
- 2017年8月 - デジタルデータソリューション株式会社取締役[9]
- 2018年6月 - 東武鉄道株式会社取締役[10]
- 2019年11月 - 瑞宝重光章受章[11]
- 2020年5月 - 株式会社ニトリホールディングス取締役（監査等委員）[12]
- 2022年6月 - 株式会社日清製粉グループ本社取締役（監査等委員）[12]
- 2023年3月 - 楽天グループ株式会社取締役[12]

## 脚註
1. ↑  『政官要覧』（政官要覧社／平成21年秋号） P684参照
2. ↑  退任を伝える記事
3. ↑  「生きる力」に。 -和田マネイジメント- 安藤 隆春 氏. ＜講師プロフィール＞[PDF] www.wada.co.jp › wp-content › uploads
4. ↑  警察庁：第23代長官に片桐氏昇格 - 毎日jp（毎日新聞）
5. ↑  「ニトリHD、社外取締役に竹島前公取委員長ら就任」 日本経済新聞2013/4/16
6. ↑  「JGTO、理事・監事任期満了に伴う改選に関するお知らせ」 2014年03月12日
7. ↑  Company/TextBlockHtml/InformationAboutOfficersTextBlock?cd=98430 「役員の状況」 株式会社ニトリホールディングス有価証券報告書
8. 1 2  2019年3月期 有価証券報告書アミューズ
9. ↑  役員紹介 - デジタルデータソリューション株式会社
10. ↑  第200期　有価証券報告書 （PDF:839KB）東武鉄道
11. ↑  『官報』号外第151号、2019年11月3日
12. 1 2 3  役員の異動に関するお知らせ楽天グループ

| スタブアイコン | サブスタブ | この項目は、まだ閲覧者の調べものの参照としては役立たない、人物に関連した書きかけの項目です。この項目を加筆・訂正などしてくださる協力者を求めています（P:人物伝/PJ:人物伝）。 |